# Physoderma potteri
Physoderma potteri är en svampart som först beskrevs av A.W. Bartlett, och fick sitt nu gällande namn av Karling 1950. Physoderma potteri ingår i släktet Physoderma och familjen Physodermataceae.   Inga underarter finns listade i Catalogue of Life.